# Gurudongmar
Gurudongmar är en bergstopp i Indien. Den ligger i distriktet North District och delstaten Sikkim, i den nordöstra delen av landet. Toppen på Gurudongmar är 6 658 meter över havet, eller 458 meter över den omgivande terrängen.
Den högsta punkten i närheten är Khangchengyao, 6 889 meter över havet, 4,5 km väster om Gurudongmar. Trakten runt Gurudongmar består i huvudsak av kala bergstoppar och isformationer.